# Мансуров Ельдар Бахрам-огли
Ельдар Бахрам огли Мансуров (азерб. Eldar Bəhram oğlu Mansurov; 28 лютого 1952) — азербайджанський композитор, заслужений діяч мистецтв Азербайджану (2005), Народний артист Азербайджану (2012). Із 2007 до 2012 року працював Секретарем Союзу Композиторів Азербайджану.

## Біографія
Ельдар Мансуров народився 28 лютого 1952 року в Баку в сім'ї відомого таріста Бахрама Мансурова. Закінчивши у 1972 році клас фортепіано у музичному училищі ім. Асафа Зейналли, він продовжив навчання в Азербайджанській державній консерваторії за класом композиції у професорів Джевдета Гаджієва та Аріфа Мелікова.
Ельдар Мансуров автор багатьох симфонічних та камерних творів, а також рок-балетів «Клеопатра» та «Олімп», рок-опери «Сім красунь». Він також написав музику до кількох азербайджанських кінофільмів таких як «Обручка», «Тягар», «Вирок», «І згорю у вогні очищення», вистав, документальних та мультиплікаційних фільмів. Одним з останніх його великих проектів є симфо-рок-мугам «Бахрамнаме», присвячений пам'яті батька Бахрама Мансурова. Партію на тарі виконує брат Ельхан Мансуров.